# Dynastie Namgyal
Pour les articles homonymes, voir Namgyal.

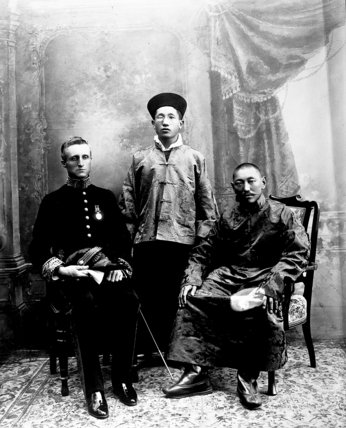
Sidkéong Tulku Namgyal au centre, Charles Bell à gauche et Thubten Gyatso (13e Dalaï Lama) à droite.

La dynastie Namgyal est une dynastie du Sikkim, ancien royaume, rattaché à l'Inde depuis 1975.
Les Namgyal ont donné les douze rois (chogyal) du Sikkim qui se sont succédé de 1642 à l'abolition de la monarchie à la suite du référendum d'autodétermination du 14 avril 1975.

## Origine
Les Namgyal du Sikkim prétendent descendre de Guru Tashi, un prince des Xia occidentaux (Minyak) originaire du Kham.

## Liste des rois du Sikkim
| Ordre | règne                             | consécration  | nom                    |
| ----- | --------------------------------- | ------------- | ---------------------- |
| 1     | 1642 – 1670                       | 1642          | Phuntsog Namgyal       |
| 2     | 1670 – 1700                       | 1670          | Tensung Namgyal        |
| 3     | 1700 – 1717                       |               | Chakdor Namgyal        |
| 4     | 1717 – 1733                       |               | Gyurmed Namgyal        |
| 5     | 1733 – 1780                       |               | Phuntsog Namgyal II    |
| 6     | 1780 – 1793                       |               | Tenzing Namgyal (en)   |
| 7     | 1793 – 1862                       |               | Tshudpud Namgyal (en)  |
| 8     | 1862 – avril 1874                 |               | Sidkeong Namgyal       |
| 9     | avril 1874 – 11 février 1914      |               | Thutob Namgyal         |
| 10    | 10 février – 5 décembre 1914      | 29 avril 1914 | Sidkeong Tulku Namgyal |
| 11    | 5 décembre 1914 – 2 décembre 1963 | 15 mai 1916   | Tashi Namgyal          |
| 12    | 3 décembre 1963 – 10 avril 1975   | 4 avril 1965  | Palden Thondup Namgyal |

## Abolition de la monarchie
Le 9 avril 1975, les troupes indiennes désarment la garde du palais royal et arrêtent le chogyal Palden Thondup Namgyal. Le lendemain, 10 avril, l'Assemblée du Sikkim adopte, à l'unanimité, une résolution déclarant que « l'institution du Chogyal est, par la présente, supprimée et le Sikkim sera dorénavant une unité constitutive de l'Inde, jouissant d'un Gouvernement démocratique et entièrement responsable », ; le chogyal est déposé. L'Assemblée décide d'organiser, le 14 avril, un référendum sur ces deux questions. Le 14 avril, sur environ 67 000 électeurs inscrits, 59 637 votent « pour » et 1 496 « contre » la résolution,. Le lendemain, 15 avril, les résultats sont communiqués au gouvernement indien. Le 19 avril, le ministre indien des Affaires étrangères, Yashwantrao Chavan (en), rédige un projet d'amendement de la Constitution faisant du Sikkim le 22e État de l'Inde,. Le 21 avril, le Gouvernement indien présente ce projet au Sansad. Le 23 avril, le Lok Sabha l'adopte par 299 voix contre 11. Le 16 mai, ce projet est promulgué comme 36e amendement de la Constitution. Son entrée en vigueur est fixée rétroactivement au 26 avril, date de son adoption par le Rajya Sabha.

## Prétendant au trône
Wangchuk Namgyal.